# Freie Ärzteschaft
Die Freie Ärzteschaft e.V. (kurz: FÄ) ist ein ärztlicher Berufsverband mit Sitz in Essen. 
Der Verein wurde 2004 von Ärzten gegründet, die sich im Internet-Ärzteforum facharzt.de mit berufspolitischen Themen befasst haben. Im Unterschied zu anderen Gruppierungen und Organisationen findet die Information und der Austausch von Meinungen primär über das Internet statt. Vorsitzender ist Wieland Dietrich, Hautarzt aus Essen, er folgte auf den in Erkrath niedergelassenen Allgemein- und Sportmediziner Martin Grauduszus. Der Freien Ärzteschaft gehören nach eigenen Angaben bundesweit rund 2.000 niedergelassene Mediziner an.

## Ziele
Die Freie Ärzteschaft sieht sich als Koordinator von Interessen niedergelassener Haus- und Fachärzte. Nach eigenen Angaben tritt sie für eine sichere, patienten- und zukunftsorientierte Medizin ein, bei der Arzt und Patient wieder im Mittelpunkt stehen sollen. Sie setzt sich für die Erhaltung und den Ausbau einer zeitgemäßen ambulanten Versorgung in freier Praxis ein, wendet sich gegen eine „rationierte Staatsmedizin und Bürokratisierung“ und tritt für Solidarität aller Arztgruppen untereinander sowie menschliche Arbeitsverhältnisse und angemessene Bezahlung in den Medizinberufen ein.

## Aktivitäten
Im April 2005 organisierte der Verein den „1. Ärztetag von unten“ in Berlin. Den 9. November 2005 erklärte sie zum „Nationalen Protesttag der niedergelassenen Ärztinnen, Ärzte und Arzthelferinnen“ und rief zu einer Zentralkundgebung in Köln auf, an der sich nach Presseberichten 2.500 bis 5.000 niedergelassene Ärzte und ihre Mitarbeiter beteiligten. Am 30. November 2005 hat die Freie Ärzteschaft mit sieben weiteren bundesweit tätigen Ärzteverbänden (so zum Beispiel Deutscher Hausärzteverband, Hartmannbund, Marburger Bund und NAV-Virchow-Bund) im Rahmen eines Krisengespräches über die „heute existente und drohende weitere Verschlechterung in der ambulanten und stationären ärztlichen Versorgung der Patientinnen und Patienten in Deutschland“ beschlossen, ihre Aktivitäten zwecks größerer Wirkung zu koordinieren und zu vernetzen. Beim Zweiten Nationalen Protesttag gingen am 24. März 2006 nach Schätzungen der Polizei etwa 30.000 Menschen in Berlin auf die Straße, um gegen weitere Reglementierungen zu protestieren. Per Akklamation wurde die Berlin-Essener Resolution verabschiedet.

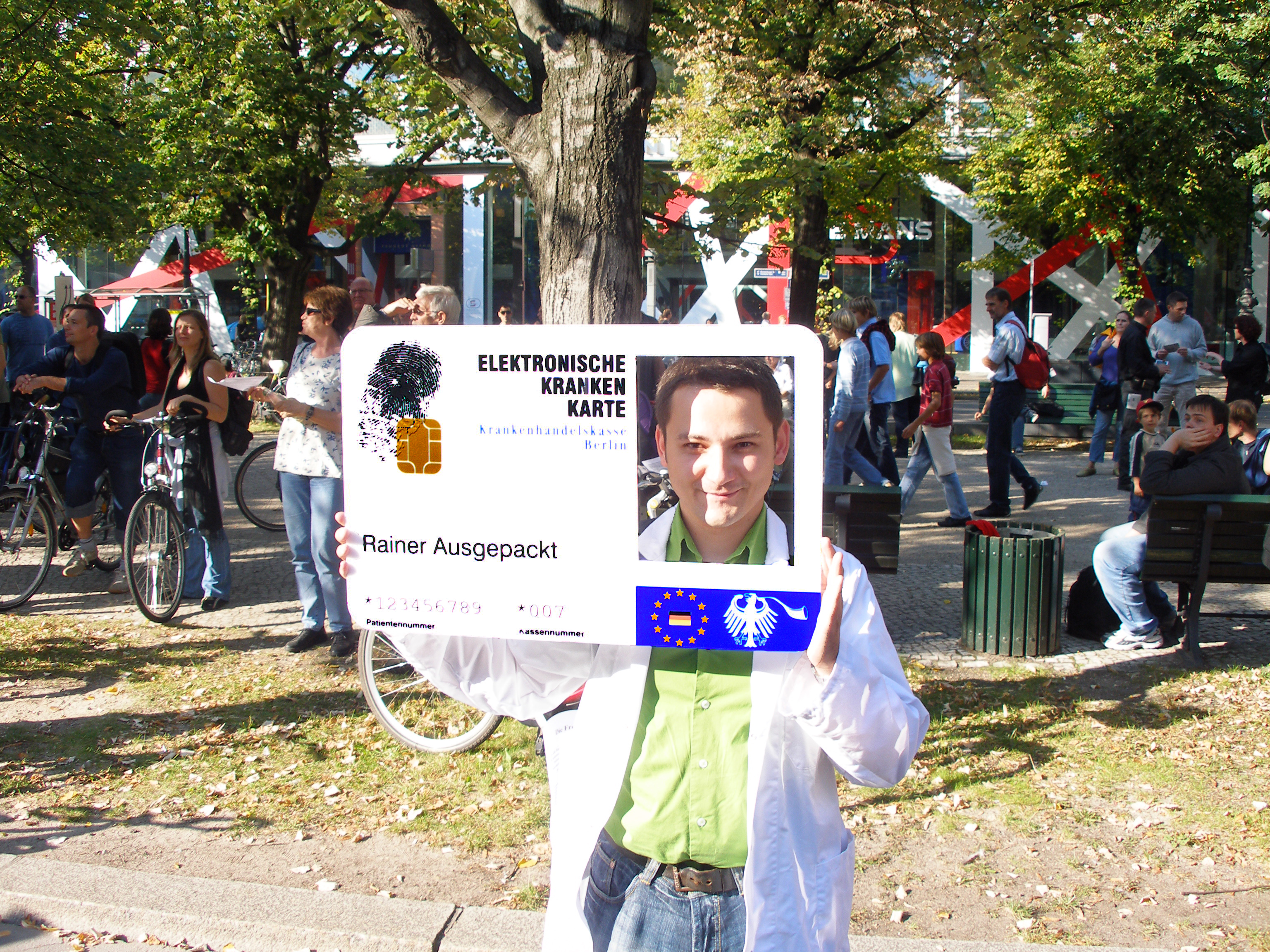
Beteiligung an der Demonstration Freiheit statt Angst, September 2007

Am 4. November 2006 veranstaltete der Verein den Ärztetag der Basis in Köln, der sich schwerpunktmäßig mit den Themen solidarische Kassenzulassungsrückgabe und elektronische Gesundheitskarte befasste. 2007 und 2008 beteiligte sich die Freie Ärzteschaft mit dem Thema Elektronische Gesundheitskarte an der Demonstration Freiheit statt Angst in Berlin. Der 3. Ärztetag der Basis am 9. Februar 2008 in Hannover behandelte vor allem die Themen Honorarlüge, Regresse und Selektivverträge. In der Woche nach Ostern 2008 hatte die Freie Ärzteschaft niedergelassene Ärzte aufgerufen, aus Protest gegen die Gesundheitspolitik der Bundesregierung ihre Praxen geschlossen zu halten.
Der Verein will die elektronische Gesundheitskarte juristisch verhindern.
Ein Schwerpunkt der Aktivitäten ist die Information von Patienten, Bürgern, Ärzten, Journalisten und Politik.